# Clamp
Clamp (jap. クランプ Kuranpu) skupina je japanskih manga umjetnica osnovana 1987. Mnoge njihove mange adaptirane su u hvaljene anime serije. Clamp čine voditeljica Nanase Ohkawa, koja je ujedno i scenaristica većine njihovih djela, te tri članice čije se uloge mijenjaju od mange do mange: Mokona, Tsubaki Nekoi i Satsuki Igarashi. Gotovo 100 milijuna Clampovih tankōbon kopija prodano je diljem svijeta do 2007.
Clamp je isprva, sredinom 80-ih, imao 11 članica. Do njihova manga debija RG Veda 1989., ostalo ih je samo sedam, a 1993. još su tri članice napustile grupu. U skupini su ostale četiri članice koje su učvrstile svoj status. Njihove najpoznatije mange su X, Angelic Layer i Cardcaptor Sakura. Članice su 2006. odlučile promijeniti imena; Ohkawa je kasnije svoje ime ponovno promijenila iz Ageha Ohkawa natrag u Nanase Ohkawa, dok su ostale tri članice zadržale svoja nova imena.

## Ostvarenja
| From | To    | Engleski prijevod                 | Izdavač         | Objavljeno u                                  | Status       | Svezaka |
| ---- | ----- | --------------------------------- | --------------- | --------------------------------------------- | ------------ | ------- |
| 1989 | 1996  | RG Veda                           | Shinshokan      | Wings                                         | završeno     | 10      |
| 1990 | 1991  | Man of Many Faces                 | Kadokawa Shoten | Newtype                                       | završeno     | 2       |
| 1990 | 1993  | Tokyo Babylon                     | Shinshokan      | Wings                                         | završeno     | 7       |
| 1992 | 1993  | Clamp School Detectives           | Kadokawa Shoten | Monthly Asuka                                 | završeno     | 3       |
| 1992 | 1993  | Duklyon: Clamp School Defenders   | Kadokawa Shoten | Newtype 100% Comics                           | završeno     | 2       |
| 1992 | 1992  | Shirahime-Syo: Snow Goddess Tales | Kadokawa Shoten | Monthly Asuka                                 | završeno     | 1       |
| 1992 | 2003* | X/1999                            | Kadokawa Shoten | Monthly Asuka                                 | zaustavljeno | 18      |
| 1992 | 1994  | Legend of Chun Hyang              | Hakusensha      | Serie Mystery - Special                       | završeno     | 1       |
| 1993 | 1995  | Magic Knight Rayearth             | Kodansha        | Nakayoshi                                     | završeno     | 3       |
| 1993 | 1995  | Miyuki-chan in Wonderland         | Kadokawa Shoten | Newtype                                       | završeno     | 1       |
| 1995 | 1995  | The One I Love                    | Kadokawa Shoten | Young Rose Comics DX                          | završeno     | 1       |
| 1995 | 1996  | Magic Knight Rayearth 2           | Kodansha        | Nakayoshi                                     | završeno     | 3       |
| 1996 | 2000  | Cardcaptor Sakura                 | Kodansha        | Nakayoshi                                     | završeno     | 12      |
| 1996 | 1998  | Wish                              | Kadokawa Shoten | Monthly Asuka                                 | završeno     | 4       |
| 1997 | 1999* | Clover                            | Kodansha        | Amie                                          | zaustavljeno | 4       |
| 1999 | 2001  | Angelic Layer                     | Kadokawa Shoten | Monthly Shōnen Ace                            | završeno     | 5       |
| 1999 | 2000  | Suki: A Like Story                | Kadokawa Shoten | Monthly Asuka                                 | završeno     | 3       |
| 2000 | 2003  | Legal Drug                        | Kadokawa Shoten | Monthly Asuka                                 | završeno     | 3       |
| 2001 | 2002  | Chobits                           | Kodansha        | Young Magazine                                | završeno     | 8       |
| 2002 | 2002  | Murikuri                          | Kodansha        | Young Magazine                                | završeno     | 1       |
| 2003 | 2011  | xxxHolic                          | Kodansha        | Young Magazine, then Bessatsu Shōnen Magazine | još traje    | 19      |
| 2003 | 2009  | Tsubasa: Reservoir Chronicle      | Kodansha        | Weekly Shōnen Magazine                        | završeno     | 28      |
| 2005 | 2011  | Kobato.                           | Shogakukan      | Monthly Sunday Gene-X                         | završeno     | 6       |
| 2011 | —     | Gate 7                            | Shueisha        | Jump SQ                                       | još traje    | 4       |
| 2011 | —     | Drug & Drop                       | Kadokawa Shoten | Young Ace                                     | još traje    | 1       |

## Vanjske poveznice
- Clamp na Anime News Network
- Intervju 2006.
- Četiri majke mangi stječu američke obožavatelje New York Times